# Alte Maße und Gewichte (Braunschweig)
Alte Maßeinheiten im Herzogtum Braunschweig

## Längenmaße

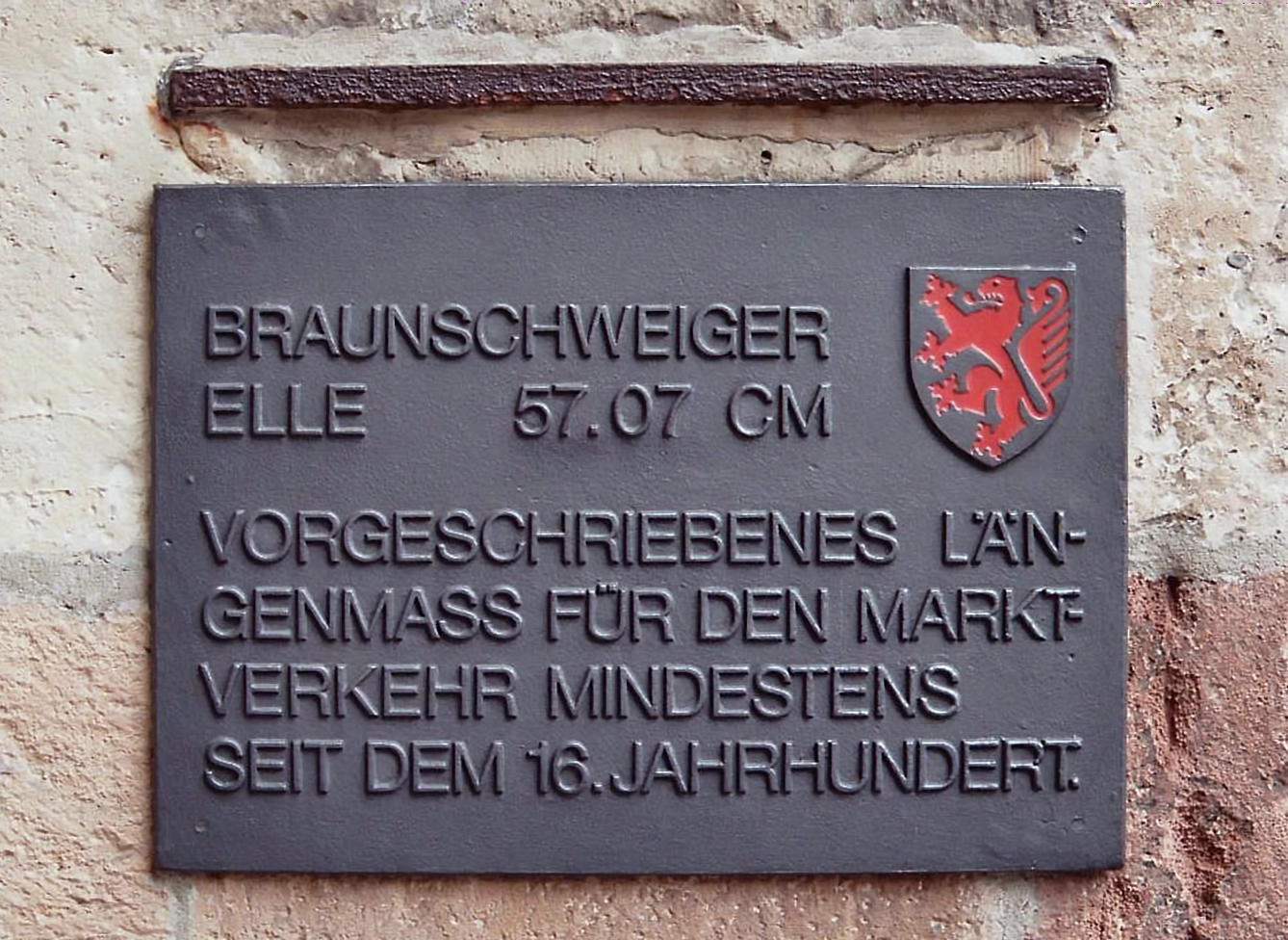
Die Braunschweiger Elle als Referenzkörper am Altstadt-Rathaus von Braunschweig

Das Gesetz legte die Länge für den Werkfuß auf 126,5 Pariser Linien fest. Weil das Urmeter im Jahre 1799 mit einer Länge von exakt 443,296 Pariser Linien definiert wurde, ergibt sich eine rechnerische Länge des Werkfußes von 31625/110824 ≈ 0,285362376 Metern.
| Werkfuß     | (= 12 Zoll = 144 Linien)    | ≈ 00028,53624 cm    |
| Zoll        | (= 12 Linien)               | ≈ 00002,37802 cm    |
| Linie       |                             | ≈ 00001,98168 mm    |
| Elle        | (= 2 Fuß)                   | ≈ 00057,072 cm      |
| Ruthe       | (= 8 Ellen = 16 Fuß)        | ≈ 00004,56557984 m  |
| Meile       | (= 1625 Ruthen = 26000 Fuß) | ≈ 00007,41942240 km |
| Haspelfaden | (= 3,75 Ellen)              | ≈ 00002,14022 m     |
| Gebinde     | (= 90 Faden)                | ≈ 00192,620 m       |
| Lop Garn    | (= 10 Gebinde)              | ≈ 01926,20 m        |
| Lachter     | (= 80 Zoll 8,5 Linien)      | ≈ 00001,91926 m     |

## Flächenmaße
| Quadratfuß   | (= 144 Quadratzoll)    | ≈ 000000000,08143171 m² |
| Quadratruthe | (= 256 Quadratfuß)     | ≈ 00000020,84652 m²     |
| Feldmorgen   | (= 120 Quadratruthen)  | ≈ 00002501,582 m²       |
| Waldmorgen   | (= 160 Quadratruten)   | ≈ 00003335,443 m²       |
| Grubenfeld   | (= 500 Quadratlachter) | ≈ 01841780 m²           |

## Volumen
| Körpermaße                                |                  | |
| Kubikfuß                                  |                  | ≈ 00,02323755 m³ Einheit für Brennholz, Holzkohlen, Stein- und Braunkohlen, Torf, Erze, Eisenstein, gebrochene und gerodete Steine und andere trockene Materialien |
| Maß für Eisenstein, Stein- und Braunkohle | (= 2 Kubikfuß)   | ≈ 00,04647 m³ |
| Malter Holz                               | (= 80 Kubikfuß)  | ≈ 01,859000 m³ |
| Karre Holzkohlen                          | (= 100 Kubikfuß) | ≈ 02,32375 m³ |
| Schachtrute                               | (= 256 Kubikfuß) | ≈ 05,94881 m³ |

| Hohlmaße für Flüssigkeiten |                  |                                                                                               |
| Quartier                   |                  | ≈ 0000,93684 Liter Es fasst 2 Pfund destilliertes Wasser bei 15 Grad Wärme nach Réaumur, 1838 |
| Anker                      | (= 40 Quartier)  | ≈ 0037,47375 Liter                                                                            |
| Ohm                        | (= 160 Quartier) | ≈ 0149,89500 Liter                                                                            |
| Oxhoft                     | (= 240 Quartier) | ≈ 0224,84250 Liter                                                                            |
| Tonne                      | (= 108 Quartier) | ≈ 0101,17913 Liter                                                                            |

| Hohlmaße für trockenes Material, z. B. Getreide |                    |                    |
| Himten                                          | (= 2316 Kubikzoll) | ≈ 0031,14477 Liter |
| Vierfaß                                         | (= 0,25 Himpten)   | ≈ 0007,78619 Liter |
| Metze                                           | (= 0,25 Vierfaß)   | ≈ 0001,94655 Liter |
| Wispel                                          | (= 40 Himten)      | ≈ 1245,790 Liter   |

## Gewichte
| Quentchen           | |  |
| Lot                 | = 4 Quentchen                                                                                                |  |
| Pfund               | = 32 Loth = 128 Quentchen = dem Preußischen (Cöllnischen) ≈ 0467,711 g (1838)                                |  |
|                     | = 0500 g (Zollpfund 1858, Post: 1850) → exakte Definition des Zollpfund auf 500 Gramm                        |  |
| Neuloth             | = 0050 g (1872)                                                                                              |  |
| Quint               | = 0005 g (1872)                                                                                              |  |
| Zentner             | = 100 Pfund                                                                                                  |  |
| Schiffslast         | = 40 Zentner = 4000 Pfund                                                                                    |  |
| Medicinal-Pfund     | (enthält 24 Loth, wird geteilt in 12 Unzen, 1 Unze = 8 Drachmen, 1 Drachme = 3 Scrupel, 1 Scrupel = 20 Gran) |  |
| Mark Münzgewicht    | (enthält 0,5 Pfund, wird geteilt in 16 Loth, 64 Quentchen, 256 Pfennige, 4864 Ass)                           |  |
| Mark Probiergewicht | (enthält 0,5 Pfund, wird geteilt in 288 Gran)                                                                |  |
| Karat, für Juwelen  | = 205,894 mg                                                                                                 |  |